# Subsatellit
Ein Subsatellit, auch Submond oder Mondmond genannt, ist ein „Mond eines Mondes“ oder ein hypothetischer natürlicher Satellit, der den Mond eines Planeten umkreist.
Aus der empirischen Untersuchung natürlicher Satelliten im Sonnensystem lässt sich schließen, dass Subsatelliten zwar seltene, aber mögliche Elemente von Planetensystemen sein könnten. Im Sonnensystem verfügen die Gasriesen über große Ansammlungen natürlicher Satelliten. Die Mehrzahl der entdeckten Exoplaneten sind Riesenplaneten; mindestens einer, Kepler-1625b, könnte einen sehr großen Exomond namens Kepler-1625b I besitzen, der theoretisch einen Subsatelliten beherbergen könnte. Abgesehen von den von Menschen gestarteten Satelliten in temporärer Mondumlaufbahn, sind jedoch keine nennenswerten Subsatelliten im Sonnensystem oder darüber hinaus bekannt. In den meisten Fällen würden die Gezeiteneffekte des Planeten ein solches System instabil machen.